# Bochusacea
Bochusacea is een orde van kreeftachtigen uit de klasse van de Malacostraca (hogere kreeftachtigen).

## Familie
- Hirsutiidae

## Soorten
Hirsutia bathyalis komt voor op 1000 m diepte in de Golf van Guyana. De twee andere beschreven soorten werden respectievelijk op de Bahama's en in Australië aangetroffen.